# Keene (New Hampshire)
Keene ist eine Stadt (City) in New Hampshire in den Vereinigten Staaten und Verwaltungssitz von Cheshire County mit 23.047 Einwohnern (Stand: Volkszählung 2020).

## Geografie
Keene hat eine Fläche von 97,1 km², davon sind 0,6 km² (0,67 %) Wasser und 96,5 km² Landfläche. Der höchste Punkt im Stadtgebiets ist Grays Hill (423 m) im nordwestlichen Stadtgebiet gelegen. Keene liegt größtenteils im Einzugsgebiet des Flusses Ashuelot, welcher in den Connecticut River fließt, aber ein kleiner Teil im nordwestlichen Stadtgebiet liegt auch in dessen direktem Einzugsgebiet.

### Nachbargemeinden
Alle Entfernungen sind als Luftlinien zwischen den offiziellen Koordinaten der Orte aus der Volkszählung 2010 angegeben.
- Norden: Surry, 5,0 km
- Norden: Gilsum, 5,8 km
- Nordosten: Sullivan, 10,5 km
- Osten: Roxbury, 11,9 km
- Südosten: Marlboro, 14,6 km
- Süden: Swanzey, 3,4 km
- Südwesten: Chesterfield, 15,3 km
- Westen: Westmoreland, 13,8 km

### Städtepartnerschaft
- Einbeck, Deutschland, seit 2002[4]

### Klima
|                       | Jan   | Feb   | Mär  | Apr  | Mai  | Jun  | Jul   | Aug  | Sep  | Okt   | Nov  | Dez  |   |         |
| Mittl. Tagesmax. (°C) | −0,7  | 1,8   | 6,7  | 14,3 | 20,9 | 25,5 | 28,1  | 27,2 | 22,9 | 15,9  | 8,8  | 2,1  | ⌀ | 14,5    |
| Mittl. Tagesmin. (°C) | −12,6 | −11,3 | −6,6 | −0,2 | 5,5  | 11,0 | 13,7  | 12,9 | 8,4  | 1,7   | −2,7 | −8,4 | ⌀ | 1       |
|                       |       |       |      |      |      |      |       |      |      |       |      |      |   |         |
| Niederschlag (mm)     | 76,2  | 68,6  | 83,8 | 86,4 | 99,1 | 99,1 | 109,2 | 96,5 | 96,5 | 111,8 | 96,5 | 83,8 | Σ | 1.107,5 |
|                       |       |       |      |      |      |      |       |      |      |       |      |      |   |         |
| Regentage (d)         | 11    | 10    | 11   | 11   | 12   | 11   | 11    | 11   | 9    | 9     | 13   | 12   | Σ | 131     |
|                       |       |       |      |      |      |      |       |      |      |       |      |      |   |         |
| Luftfeuchtigkeit (%)  | 64,2  | 60,3  | 62,1 | 59,6 | 65,7 | 69,5 | 72,3  | 74,4 | 75,5 | 71,3  | 69,4 | 70,0 | ⌀ | 67,9    |

| −12,6 |

| −11,3 |

| −6,6 |

| −0,2 |

| 5,5 |

| 11,0 |

| 13,7 |

| 12,9 |

| 8,4 |

| 1,7 |

| −2,7 |

| −8,4 |

| −12,6 |

| −11,3 |

| −6,6 |

| −0,2 |

| 5,5 |

| 11,0 |

| 13,7 |

| 12,9 |

| 8,4 |

| 1,7 |

| −2,7 |

| −8,4 |

Die mittlere Durchschnittstemperatur in Keene liegt zwischen −6,6 °C im Januar und 20,8 °C im Juli; die mittlere Jahrestemperatur liegt bei 7,8 °C. Damit liegt die Durchschnittstemperatur Keenes um etwa ein Grad über der Durchschnittstemperatur New Hampshires. Die Schneefälle zwischen Oktober und April liegen mit rund 42 cm im Januar als Spitzenwert etwa so hoch wie die mittlere Schneehöhe in den USA. Die tägliche Sonnenscheindauer liegt am unteren Rand des Wertespektrums der USA.

## Geschichte
Die Siedlung Keene besteht seit 1736. 1753 wurde sie als Town eingetragen und hat seit 1874 den Status einer City.

### Einwohnerentwicklung
| Jahr      |        |        |        |        | 1767   | 1773   | 1775   | 1783   | 1786   | 1790   |
| --------- | ------ | ------ | ------ | ------ | ------ | ------ | ------ | ------ | ------ | ------ |
| Einwohner |        |        |        |        | 430    | 645    | 756    | 1093   | 1122   | 1314   |
| Jahr      | 1800   | 1810   | 1820   | 1830   | 1840   | 1850   | 1860   | 1870   | 1880   | 1890   |
| Einwohner | 1645   | 1646   | 1895   | 2374   | 2610   | 3392   | 4320   | 5971   | 6784   | 7446   |
| Jahr      | 1900   | 1910   | 1920   | 1930   | 1940   | 1950   | 1960   | 1970   | 1980   | 1990   |
| Einwohner | 9165   | 10.068 | 11.210 | 13.794 | 13.832 | 15.638 | 17.562 | 20.467 | 21.449 | 22.430 |
| Jahr      | 2000   | 2010   | 2020   | 2030   | 2040   | 2050   | 2060   | 2070   | 2080   | 2090   |
| Einwohner | 22.563 | 23.409 | 23.047 |        |        |        |        |        |        |        |

## Keene im Film
Der Film Jumanji aus dem Jahr 1995 wurde zu einem Großteil in Keene gedreht. Im Film hat die Stadt den fiktiven Namen Brantford. Auch in dem Film „Shooter“ wird diese Stadt in den Film miteinbezogen.

## Bildung
Die größte Bildungseinrichtung in Keene ist das Keene State College mit mehr als 5000 Studenten. Da dies rund einem Viertel der Einwohnerzahl Keenes entspricht, wird die Stadt als kleinere Universitätsstadt bezeichnet. Weiterhin befindet sich die private Einrichtung Antioch University New England in Keene. Als öffentliche Einrichtungen kommen noch die Keene High School sowie einige Grund- und Mittelschulen dazu. Daher gilt Keene als Primatstadt im Cheshire County.

## Persönlichkeiten

### Söhne und Töchter der Stadt
- John Dickson (1783–1852), Politiker und Vertreter des Bundesstaates New York im US-Repräsentantenhaus
- Joseph Buffum (1784–1874), Politiker und Vertreter des Bundesstaates New Hampshire im US-Repräsentantenhaus
- Thomas M. Edwards (1795–1875), Politiker und Vertreter des Bundesstaates New Hampshire im US-Repräsentantenhaus
- Samuel Dinsmoor junior (1799–1869), Politiker und Gouverneur des Bundesstaates New Hampshire
- Francis B. Brewer (1820–1892), Politiker und Vertreter des Bundesstaates New York im US-Repräsentantenhaus
- Samuel S. Montague (1830–1883), Eisenbahnbauingenieur
- George E. Adams (1840–1917), Politiker und Vertreter des Bundesstaates Illinois im US-Repräsentantenhaus
- William H. Parker (1847–1908), Politiker und Vertreter des Bundesstaates South Dakota im US-Repräsentantenhaus
- George H. Bridgman (1853–1925), Arzt und Diplomat
- Robert Aliber (* 1930), Wirtschaftswissenschaftler
- John Morton (* 1946), Biathlet
- Alan G. Lafley (* 1947), Manager
- Raymond Buckley (* 1959), Politiker und Abgeordneter im Repräsentantenhaus von New Hampshire
- Heather Wilson (* 1960), Politikerin und Vertreterin des Bundesstaates New Mexico im US-Repräsentantenhaus

### Persönlichkeiten, die vor Ort gewirkt haben
- James Wilson (1766–1839), Politiker und Vertreter des Bundesstaates New Hampshire im US-Repräsentantenhaus; Rechtsanwalt in Keene
- Samuel Dinsmoor (1766–1835), Abgeordneter im US-Kongress; war danach Präsident der Ashuelot Bank in Keene
- Clarence DeMar (1888–1958), Leichtathlet und Teilnehmer an den Olympischen Spielen 1924